# ロナルド・ゴメス
ロナルド・ゴメス・ゴメス（Rónald Gómez Gómez 、1975年1月24日－）はコスタリカ・プンタレナス出身の元プロサッカー選手・現サッカー指導者。元コスタリカ代表。現役時代のポジションはフォワード。

## 経歴

### 幼少~国内リーグ時代
フランシスカ・ゴメスの12番目の子どもとしてプンタレナス生まれ、グアナカステ州の村で育つ。
ADカルメリタでキャリアをスタート。1992年9月20日開催のデポルティーボ・サプリサ戦でプロ初ゴールを挙げた。LDアラフエレンセでは45ゴールと得点を量産し、海外へと旅立った。

### 海外リーグ時代
ゴメスはスペインのスポルティング・デ・ヒホンとエルクレスCF、グアテマラのCSDムニシパル、ギリシャのOFIクレタ、クウェートのアル・カーディシーヤ・クウェート、メキシコのイラプアトFC、キプロスのAPOELニコシアの計6ヶ国7クラブでプレー。APOELではキプロス・ファーストディビジョン制覇を経験している。

### デポルティーボ・サプリサ時代
サプリサでは4度のプリメーラ・ディビシオン優勝と一度のCONCACAFチャンピオンズリーグ優勝に貢献。FIFAクラブ世界選手権2005ではアル・イテハド戦でゴールを奪いサンパウロFCとリバプールFCに次ぐ3位入賞に貢献した。

### 引退からの復帰
2009年から古巣カルメリタの監督に就任したが途中解任。6月にサントス・デ・グアピレスで現役復帰を発表。

## 代表歴

### 出場大会
- コスタリカ代表
  - 2002 FIFAワールドカップ
  - 2006 FIFAワールドカップ

### 試合数
- 国際Aマッチ 93試合 28得点（1993年-2008年）[12]

| コスタリカ代表 | 国際Aマッチ | 国際Aマッチ |
| 年             | 出場        | 得点        |
| -------------- | ----------- | ----------- |
| 1993           | 12          | 5           |
| 1994           | 3           | 3           |
| 1995           | 0           | 0           |
| 1996           | 6           | 4           |
| 1997           | 9           | 1           |
| 1998           | 0           | 0           |
| 1999           | 3           | 3           |
| 2000           | 3           | 0           |
| 2001           | 13          | 3           |
| 2002           | 11          | 4           |
| 2003           | 1           | 0           |
| 2004           | 8           | 1           |
| 2005           | 11          | 3           |
| 2006           | 6           | 1           |
| 2007           | 4           | 0           |
| 2008           | 3           | 0           |
| 通算           | 93          | 28          |